# ای‌ان/ای‌پی‌جی-۷۷
ای‌ان/ای‌پی‌جی-۷۷ (انگلیسی: AN/APG-77)، یک رادار چندمنظوره نصب‌شده روی جنگنده اف-۲۲ رپتور است. این رادار توسط نورثروپ گرومن توسعه داده شده‌است.
این رادار از نوع حالت جامد و آرایه اسکن الکترونیکی‌شده فعال است و از ۱۹۵۶ فرستنده-گیرنده تشکیل شده که هر کدام اندازه‌ای در حدود یک آدامس دارند. این رادار می‌تواند عمل هدایت پرتو را تقریباً فوری (در چند ده نانوثانیه) انجام دهد.